# 木村さおり
木村 さおり（きむら さおり、1970年5月7日 - ）は、フリーアナウンサー、ラジオパーソナリティ。元茨城放送（現在のLuckyFM茨城放送）アナウンサー。プロ野球・阪神タイガースの大ファンであり、推しメンは「下妻市在住の茨城県民仲間こと大山悠輔内野手」と公言している。

## 経歴
- 千葉県市原市出身
- 1989年 - 市原中央高等学校卒業。
- 1993年 - 東洋大学文学部国文学科卒業。
- 1993年 - 茨城放送に、アナウンサーとして入社。
- 2010年 - 同社を退職。以降はフリーアナウンサーとして活動。
- 2016年 - 茨城県より「いばらき統計サポーター」を委嘱される[1]。

## 現在の担当番組
- MUSIC STATE（LuckyFM茨城放送） - 火曜日パーソナリティ。放送開始から2021年3月22日までは月曜日・火曜日を担当した。2022年度前期までは火曜日を担当し、後期から月曜パーソナリティを務めた。2024年度後期から再び火曜日を担当している。

## 過去の担当番組

### 茨城放送（LuckyFM）
- パンパカパラダイス 今夜もきかナイト!
- スマイル・スマイル（月曜担当）
- notes.
- サンシャイン・カフェ Siesta(月・火担当)
- ミュージック・オブ・メモリー
- ぼくの作文わたしの作文
- お誕生日おめでとう
- 木村さおりのつくばスタイル

他多数

### その他
- まちラジ　～つくば街づくり応援隊～[2] - ラヂオつくば
- イバラキングのごじゃっぺハイスクール[3] - いばキラTV